# 有川秀之
有川 秀之（ありかわ ひでゆき、1960年5月15日 - ）は、元陸上競技選手（短距離）。スポーツ指導者（短距離）。筑波大学大学院体育研究科修了、埼玉大学教育学部教授。
1984年5月20日に西部競技場で行われた開設記念大会の100m走で10秒38を出し、電気計時での学生記録を作った。
1985年に60m走で6秒69の日本最高記録を出した。
日本インカレの短距離走でチャンピオンとなっている。

## 略歴
- 1983年 筑波大学体育専門学群卒業
- 1985年 筑波大学大学院体育研究科修了、体育学修士
- 1985年 福岡県教育庁指導第一部
- 1991年 埼玉大学教養部講師
- 1992年 埼玉大学教養部助教授
- 1995年 埼玉大学教育学部助教授
- 2004年 埼玉大学教育学部教授[4]
- 2014年 埼玉大学教育学部附属小学校校長[5]

## 主な大会記録（選手、役員）
- 第4回アジア陸上(1981)（東京）400Mリレー優勝（1走）
- 第9回アジア大会(1982)（ニューデリー）100M出場（準決勝）
- 第12回ユニバーシアード(1983)（エドモントン）100M出場（二次予選）
- 第12回ユニバーシアード(1983)（エドモントン）400Mリレー7位（2走）
- 第13回ユニバーシアード(1985)（神戸）100M出場（準決勝）
- 第13回ユニバーシアード(1985)（神戸）400Mリレー6位（3走）
- 第6回アジア陸上(1985)（ジャカルタ）400Mリレー5位（2走）
- 第10回アジア大会(1986)（ソウル）400Mリレー準優勝（1走）
- 日本陸上競技選手権大会400mリレー優勝(1980,1981)
- 日本陸上競技選手権大会100m準優勝(1981,1982,1984,1986)
- 国民体育大会400mリレー優勝(1981)
- 日本学生陸上競技対校選手権大会100m優勝(1981,1982)
- 日本学生陸上競技対校選手権大会400mリレー優勝(1981,1982)
- 2000年シドニーオリンピック陸上競技日本代表役員
- 2004年アテネオリンピック陸上競技日本代表役員

## 論文
- 「子どもの走力の発達」, 子どもと発育発達 12(1), 8-15, 2014
- 「スプリント学会誌の第2期目10年について」, スプリント研究 21(-), 29-32, 2012
- 「110mハードル走におけるアプローチ区間の踏切準備動作について」（秋山祐介・有川秀之）, 埼玉体育スポーツ科学 4, 12-21, 2008
- 「理想の走りを目指したこれまでの取り組みについて」（太田涼・有川秀之・石田智子）, 陸上競技研究 2007(4), 51-58, 2007
- 「ハードル走における4区間のハードリング重心変化に関する事例的研究」（秋山祐介・有川秀之・柳谷登志雄）, 埼玉体育スポーツ科学 3, 21-28, 2007
- 「スプリントに関する文献情報」, スプリント研究 17, 55-59, 2007
- 「スプリントに関する文献情報」, スプリント研究 16, 101-105, 2006
- 「スプリントに関する文献情報」, スプリント研究 15, 132-136, 2005
- 「アテネオリンピック4×100mリレーの軌跡」, スプリント研究 15, 4-10, 2005
- 「発育との関係からみた女子の疾走能力の変化 -小学6年時と中学1年時との比較」（有川秀之・太田涼）, 埼玉体育スポーツ科学 1, 8-15, 2005
- 「スプリントに関する文献情報」, スプリント研究 14, 137-142, 2004
- 「短距離走における疾走速度、ピッチ、ストライドの加齢変化 12歳から85歳までの100mレースを対象に」（太田涼・有川秀之）, スプリント研究 14, 76-89, 2004
- 「スプリントに関する文献情報」, スプリント研究 13, 69-72, 2003
- 「スプリントに関する文献情報」, スプリント研究 12, 104-111, 2002
- 「中高齢者の疾走能力 -マスターズ100mレースから」（太田涼・有川秀之）, スプリント研究 12, 54-64, 2002
- 「科学的研究成果とコーチング」, 日本体育学会大会号 (53), 57, 2002
- 「中学女子の疾走能力の特徴 -100m走から」（太田涼・有川秀之）, 運動とスポーツの科学 8(1), 79-85, 2002
- 「スプリントに関する文献情報」, スプリント研究 11, 50-55, 2001
- 「短距離走の疾走動作改善過程に関する実践的研究  -運動学的考察の観点から」（太田涼・有川秀之）, 体育學研究 46(1), 61-75, 2001
- 「スプリントに関する文献情報」, スプリント研究 10, 45-50, 2000
- 「事例研究 日本女子一流スプリンターの100mレースにおける記録とピッチとの関係に関する事例的研究」（太田涼・有川秀之）, トレーニング科学 12(1), 37-50, 2000
- 「スプリントに関する文献情報」, スプリント研究 (9), 81-87, 1999
- 「女子スプリントトレーニングの一考察 -石田智子(埼玉大学)の成長過程から」（太田涼・有川秀之）, スプリント研究 (9), 25-36, 1999
- 「英国のジュニア選手の育成と選手発掘について -Richard J Fisher教授の講演を踏まえて」（伊藤宏・岸栄二・有川秀之・岡野進・竹田憲司）, スプリント研究 (9), 47-56, 1999
- 「身長発育からみた疾走能力の発達」（太田涼・有川秀之）, 運動とスポーツの科学 5(1), 21-27, 1999
- 「日英の中学校期の陸上競技の学習過程の比較」（伊藤宏・有川秀之・阿保雅行）, 日本体育学会大会号 (49), 637, 1998
- 「日本女子一流選手の100mレース分析 -世界女子一流選手(マリオン.ジョーンズ)との比較」（太田涼・有川秀之）, 運動とスポーツの科学 4(1), 15-21, 1998
- 「園児・児童と母親の味嗜好の関係」（有川秀之・成末回天雄・萩原由紀子・高橋久美子・毛塚晴久・東出江里子）, 日本体育学会大会号 (45), 593, 1994
- 「誘発筋電位法を用いた下肢筋群の筋線維組成の検討  -運動器」（宮下節・有川秀之・松村浩貴・松本直幸・張宣正・中野昌直・西村千尋・早川洋子）, 体力科學 39(6), 666, 1990
- 「誘発筋電位法を用いた下肢筋群の筋線維組成の検討  -生物科学Ⅱ」（宮下節・有川秀之・松村浩貴・松本直幸・張宜正）, 体力科學 38(6), 414, 1989